# Physoschistura raoi
Physoschistura raoi es una especie de peces de la familia Balitoridae en el orden de los Cypriniformes.

## Morfología
• Los machos pueden llegar alcanzar los 3,4 cm de longitud total.

## Distribución geográfica
Se encuentran en Asia: Birmania.

## Hábitat
Es un pez de agua dulce y de clima tropical.